# Kasai (Fluss)
Der 2.153 km lange Kasai (auch Kassabi, Ibari, Nkutu, Kassai, Cassai (portugiesisch) und im Unterlauf, nach der Mündung des Fimi Kwa genannt) ist ein linker Nebenfluss des Kongo in Zentralafrika. Mit einer mittleren Wasserführung von über 8000 m³/s ist er der bei weitem größte Nebenfluss des Kongo.

## Verlauf
Der Fluss entspringt im Ostteil des angolanischen Hochlandes von Bié und fließt von dort in Richtung Osten bis zur Grenze der Demokratischen Republik Kongo, an der er im 90°-Winkel nach Norden abknickt und etwa auf 400 km Länge Grenzfluss ist. Hier ist das inselreiche Flussbett manchmal bis zu 10 km breit. Weiter in Richtung Norden fließend erreicht der Kasai das Kongobecken und knickt darin nach Nordwesten ab. Weiter in dieser Richtung fließend mündet nördlich von Bandundu der Kwilu ein. Auf den letzten etwa 90 km, ab der Mündung des Fimi (Mfimi) über den der Mai-Ndombe-See entwässert, wird er Kwa genannt. Der Kwa mündet etwa 170 km (Luftlinie) nordöstlich von Kinshasa in den Kongo.
In seinem Verlauf liegen mehrere größere Wasserfälle, der Pogge-Fall (bei 6° 40' südlicher Breite) und der Wissmann-Fall (bei 5° 50' südlicher Breite). Weiter oben in seinem Verlauf liegen der Mayi-Munene-Fall. Von links kommen die wichtigsten Zuflüsse des Kasai: Chicapa, Loange und den Kwango. Von rechts münden der Lulua, Sankuru und der Lukenie (Msini, Ikatta) über den Fimi.

## Abfluss
Nach Beginn der Regenzeit im Oktober steigt der Fluss um etwa 4 m an. Bei hohem Wasserstand führt er an seiner Mündung etwa 12.000 m³ Wasser in der Sekunde ab. Die Länge der Schiffbarkeit liegt bei etwa 3.500 km einschließlich der Nebenflüsse. Der Hauptfluss selbst ist bis zum Wissmann-Fall schiffbar.
Der Abfluss wurde von 1932 bis 1959 an der Station Kutu-Moke etwa 80 km oberhalb der Mündung in m³/s gemessen (aus Diagramm abgelesen).

## Bootsunglück Juni 2024
Am Abend des 10. Juni 2024 gegen 23°° ereignete sich auf dem Kwa etwa 70 km unterhalb von Mushie ein schweres Bootsunglück. Das mit 271 Personen überladene Boot befand sich auf dem Weg nach Kinshasa, als es auf Grund eines Motorschadens bei dem Ort Lediba ans Ufer prallte und zerbrach. Mindestens 86 Personen kamen dabei ums Leben. Darunter 21 Kinder.